# Cobb (Californie)
Pour les articles homonymes, voir Cobb.
Cobb est une census-designated place située dans le comté de Lake, dans l’État de Californie, aux États-Unis. Sa population s’élevait à 1 778 habitants lors du recensement de 2010.

## Démographie
| 2000  | 2010  | - | - | - | - |
| ----- | ----- | - | - | - | - |
| 1 622 | 1 778 | - | - | - | - |